# Nachtschicht – Der letzte Job
Nachtschicht – Der letzte Job ist ein deutscher Fernsehfilm aus dem Jahr 2016. Der dreizehnte Teil der ZDF-Krimireihe Nachtschicht wurde am 1. Februar 2016 erstmals im ZDF ausgestrahlt.

## Handlung
Bei einer Verkehrskontrolle an der polnischen Grenze wird ein Polizeihauptmeister brutal erschossen. Da das Fluchtfahrzeug später von Zielfahndern in einem Hamburger Parkhaus entdeckt wird, ermittelt der dortige Kriminaldauerdienst (KDD). Teamleiter Ömer Kaplan vermutet, dass eine Schleuserbande hinter dem Mord steckt. Daher wird in der Anlaufstation für Asylbewerber nach möglichen Zeugen gesucht. Lisa Brenner befragt zuerst Odile Bakri, die am Vortag frisch eingetroffen war. Doch sie erhält zunächst keinen Hinweis auf die Täter, denn die Frau hat offensichtlich Angst.
Die vorwiegend weiblichen Flüchtlinge werden von dieser Schleuserbande gezielt ins Land holt, um die (meist verwitweten) Frauen zusätzlich an heiratswillige Kandidaten in Deutschland zu vermitteln. Beim ersten Zusammentreffen von Fuad Günes mit seiner zukünftigen Frau kommt es zu einem Zwischenfall. Die Frau wehrt sich gegen die Zudringlichkeiten und im Affekt erstickt Günes sie ungewollt. Er meldet den „Unfall“ beim Chef des Schleuserrings, Abu Haddad, der sich daraufhin nicht nur um die Leiche kümmert, sondern auch Günes als unbequemen Mitwisser von seinen Helfern im Sachsenwald „entsorgen“ lässt. Olga König, die Leiterin des Flüchtlingsheims, bemerkt das Ganze und meldet es anonym beim KDD. Beide Leichen werden gefunden und Lisa erkennt die Tote als Odile Bakri. Sie macht sich Vorwürfe, die Frau nicht besser beschützt zu haben. Durch weitere Befragungen im Flüchtlingsheim erhält sie einen Hinweis auf Kevin König, dem Ehemann der Leiterin des Flüchtlingsheims.
Erichsen gelingt es, Kevin König zu fassen und kann so auch Branko Novak als den zweiten Täter ermitteln. Nachdem die Projektile verglichen wurden steht fest, dass der Mörder von Günes auch den Polizisten erschossen hat. Lisa Brenner ist jedoch davon überzeugt, dass sich Novak, der mutmaßliche Mörder, nicht so einfach verhaften lassen wird. Sie hat es inzwischen geschafft, einen weiteren Heiratskandidaten ausfindig zu machen und erfährt so, dass der Reisebürobesitzer Abu Haddad auch eine Heiratsvermittlung betreibt. Kurzerhand meldet sich Erichsen dort als angeblicher Kunde und kann Haddad auf diese Weise überführen. Er wird wegen Menschenhandel und Beihilfe zum Mord festgenommen.
Lisa Brenner ist derweil fest entschlossen, den Mörder von Odile Bakri zur Rechenschaft zu ziehen. Sie will sich mit Odiles Freundin Soraya treffen, die sich entschlossen hat, gegen den Menschenhändlerring auszusagen. Da auch Branko Novak davon erfahren hat, will er Soraya abfangen und zum Schweigen bringen. Lisa Brenner ist dieses Mal rechtzeitig zur Stelle und erschießt Novak, als dieser seine Waffe zieht. Lisa Brenner wird daraufhin Selbstjustiz vorgeworfen, was sie bei einer Anhörung aber ausräumen kann.

## Hintergrund
Psychologin Lisa Brenner trägt sich nur mit dem Gedanken, beim KDD aufzuhören. Für die Schauspielerin Maja Maranow, die in Nachtschicht –  Der letzte Job als Leiterin eines Flüchtlingsheims zu sehen ist, war es tatsächlich ihr „letzter Job“, da sie kurz vor Ausstrahlung dieser Nachtschicht-Folge einem Krebsleiden erlag.

## Rezeption

### Einschaltquote
Bei der Erstausstrahlung am 1. Februar 2016 im ZDF erreichte der Film 6,77 Millionen Zuschauer und 19,7 Prozent des Gesamtmarktanteils.

### Kritiken
Rainer Tittelbach von tittelbach.tv bewertete die Episode positiv und schrieb: „Lars Becker erzählt in dem klug gebauten Krimi-Drama ‚Der letzte Job‘ von Schleusern, Menschenhändlern und Flüchtlingsfrauen, für die das Martyrium in Deutschland weitergeht. Der Autor-Regisseur schaut dem Verbrechen und seiner Bekämpfung bei der Arbeit zu. Perfekte Wie-Spannung & eine gelungene Becker-typische Gratwanderung zwischen Drama & Krimi, Realität & Film. Das Thema wird durch eine feine Spitze Genre-Ironie nicht verraten, im Gegenteil!“
Die Kritiker der Fernsehzeitschrift TV Spielfilm meinten: „Ohne sich groß um politische Korrektheit zu scheren, rührt Beckers schnoddriger Krimi mehr an als manch bitterernste Doku.“ Fazit: „Ungeschliffen, aber mit Herz und Tempo.“